# Río Arillo
El río Arillo es un caño de la provincia de Cádiz, que separa la isla de León de la isla de Cádiz, separando por consiguiente los términos municipales de las ciudades de Cádiz y San Fernando (España). Hoy coincide aproximadamente con el caño que alimenta los esteros de la salina de los Tres Amigos, en el término municipal de San Fernando.
El caño Río Arillo constituye el 25% del sistema húmedo de la Bahía de Cádiz.
Aparece descrito en el segundo volumen del Diccionario geográfico-estadístico-histórico de España y sus posesiones de Ultramar de Pascual Madoz con las siguientes palabras:

ARILLO: caño de agua del mar, impropiamente llamado r., en la prov., part. jud., térm. jurisd. de Cádiz: vienen estas aguas de la bahía de la cap., y dirigiéndose hácia el S. dan movimiento á un grande y hermoso molino harinero, proporcionando ademas su beneficio á varias salinas labradas que se hallan á sus inmediaciones; divide los térm. de Cádiz y San Fernando, y tiene 1 puente de piedra mamposteria con un solo ojo, por donde pasa el arrecife que conduce á aquella ciudad.
(Madoz, 1845, p. 558)

## Senderismo
Al caño se puede acceder a través de un sendero que parte de la carretera de Camposoto. Dentro del parque natural de la Bahía de Cádiz, está rodeado de marismas y lagunas. Destacan en su trayecto algunos miradores de aves.
Existe otro caño de mayor importancia y dimensiones, el Caño de Sancti-Petri (o de San Pedro), que separa el término municipal de San Fernando de los vecinos Puerto Real y Chiclana de la Frontera.